# باد دوبران-لاند
باد دوبران-لاند (به آلمانی: Amt Bad Doberan-Land) یک منطقهٔ مسکونی در آلمان است که در Rostock District واقع شده‌است.
 باد دوبران-لاند  ۱۱٬۵۷۲ نفر جمعیت دارد.